# Haltérophilie aux Jeux olympiques de la jeunesse d'été de 2010
Navigation
Édition suivante
L' haltérophilie aux jeux olympiques de la jeunesse d'été de 2010 a eu lieu au Toa Payoh Sports Hall à Singapour du 15 au 19 août. 

## Tableau des médailles
| Rang  | Nation         | Or | Argent | Bronze | Total |
| ----- | -------------- | -- | ------ | ------ | ----- |
| 1     | Chine          | 2  | 2      | 0      | 4     |
| 1     | Russie         | 2  | 2      | 0      | 4     |
| 3     | Bulgarie       | 2  | 0      | 0      | 2     |
| 4     | Kazakhstan     | 1  | 1      | 1      | 3     |
| 5     | Corée du Nord  | 1  | 0      | 1      | 2     |
| 6     | Azerbaïdjan    | 1  | 0      | 0      | 1     |
| 6     | Iran           | 1  | 0      | 0      | 1     |
| 6     | Viêt Nam       | 1  | 0      | 0      | 1     |
| 9     | Thaïlande      | 0  | 3      | 0      | 3     |
| 10    | Arménie        | 0  | 1      | 1      | 2     |
| 11    | Taipei chinois | 0  | 1      | 0      | 1     |
| 11    | Colombie       | 0  | 1      | 0      | 1     |
| 13    | Cuba           | 0  | 0      | 1      | 1     |
| 13    | Égypte         | 0  | 0      | 1      | 1     |
| 13    | Indonésie      | 0  | 0      | 1      | 1     |
| 13    | Mexique        | 0  | 0      | 1      | 1     |
| 13    | Nigeria        | 0  | 0      | 1      | 1     |
| 13    | Turquie        | 0  | 0      | 1      | 1     |
| 13    | Ukraine        | 0  | 0      | 1      | 1     |
| 13    | Venezuela      | 0  | 0      | 1      | 1     |
| Total | Total          | 11 | 11     | 11     | 33    |

## Compétition filles
| Événement  | Or                 | Argent                 | Bronze            |
| ---------- | ------------------ | ---------------------- | ----------------- |
| 48 kg      | Tian Yuan          | Sirivimon Pramongkhol  | Genesis Rodriguez |
| 53 kg      | Boyanka Kostova    | Kuo Hsing-Chun         | Safitri Dewl      |
| 58 kg      | Deng Wei           | Zulfiya Chinshanlo     | Racheal Ekoshoria |
| 63 kg      | Zhazira Zhapparkul | Diana Akhmetova        | Aremi Fuentes     |
| + de 63 kg | Olga Zubova        | Chitchanok Pulsabsakul | Kim Kuk-hyang     |

## Compétition garçons
| Événement  | Or                  | Argent               | Bronze            |
| ---------- | ------------------- | -------------------- | ----------------- |
| 56 kg      | Thạch Kim Tuấn      | Jiawu Xie            | Smbat Margaryan   |
| 62 kg      | Song Chol Kim       | Jose Mena            | Emre Buyukunlu    |
| 69 kg      | Nijat Rahimov       | Xingbin Gong         | Ediel Marquez Ona |
| 77 kg      | Artem Okulov        | Chatuphum Chinnawong | Rustem Sybay      |
| 85 kg      | Georgi Shikov       | Alexey Kosov         | Kostyantyn Reva   |
| + de 85 kg | Alireza Kazeminejad | Gor Minasyan         | Hassan Mohamed    |

## Programme des compétitions
Tous les compétitions été prévues pour une durée de 2 heures.

Les compétitions inclut la compétition même (environ 1 h 50) et la cérémonie de podium (environ 10 minutes).
|         | Compétition | Jour     | Date    | Heure |
| ------- | ----------- | -------- | ------- | ----- |
| Filles  | 48 kg       | Dimanche | 15 août | 14:30 |
| Filles  | 53 kg       | Lundi    | 16 août | 14:30 |
| Filles  | 58 kg       | Mardi    | 17 août | 11:00 |
| Filles  | 63 kg       | Mardi    | 17 août | 18:00 |
| Filles  | + de 63 kg  | Mercredi | 18 août | 14:30 |
| Garçons | 56 kg       | Dimanche | 15 août | 18:00 |
| Garçons | 62 kg       | Lundi    | 16 août | 18:00 |
| Garçons | 69 kg       | Mardi    | 17 août | 14:30 |
| Garçons | 77 kg       | Mercredi | 18 août | 11:00 |
| Garçons | 85 kg       | Mercredi | 18 août | 18:00 |
| Garçons | + de 85 kg  | Jeudi    | 19 août | 11:00 |

## Athlètes qualifiés

### Filles
| Compétition | Nom                    | Pays                      |
| ----------- | ---------------------- | ------------------------- |
| 48 kg       | Lilla Berki            | Hongrie                   |
| 48 kg       | Atenery Hernández      | Espagne                   |
| 48 kg       | Kay Khine Khine        | Birmanie                  |
| 48 kg       | Matsa Matsa            | Inde                      |
| 48 kg       | Thi Hong Nguyen        | Viêt Nam                  |
| 48 kg       | Sirivimon Pramongkhol  | Thaïlande                 |
| 48 kg       | Genesis Rodriguez      | Venezuela                 |
| 48 kg       | Yuan Tian              | Chine                     |
| 53 kg       | Damla Aydin            | Turquie                   |
| 53 kg       | Diana Cadena           | Colombie                  |
| 53 kg       | Alena Chychkan         | Biélorussie               |
| 53 kg       | Boyanka Kostova        | Bulgarie                  |
| 53 kg       | Hsing-Chun Kuo         | Taipei chinois            |
| 53 kg       | Oumaima Majri          | Tunisie                   |
| 53 kg       | Yineisi Reyes Marinez  | République dominicaine    |
| 53 kg       | Dewi Safitri           | Indonésie                 |
| 53 kg       | Ranuinu Samuel         | Papouasie-Nouvelle-Guinée |
| 53 kg       | Lomina Tibon           | Îles Marshall             |
| 58 kg       | Zulfiya Chinshanlo     | Kazakhstan                |
| 58 kg       | Wei Deng               | Chine                     |
| 58 kg       | Racheal Ekoshoria      | Nigeria                   |
| 58 kg       | Wafo Ghekap            | Cameroun                  |
| 58 kg       | Veronica Haro          | Équateur                  |
| 58 kg       | Louise Lolohea         | Fidji                     |
| 58 kg       | Amal Mohamed           | Égypte                    |
| 58 kg       | Fatin Atikah Osman     | Malaisie                  |
| 58 kg       | Silvana Saldarriaga    | Pérou                     |
| 58 kg       | Jamie Emma Wee         | Singapour                 |
| 63 kg       | Diana Akhmetova        | Russie                    |
| 63 kg       | Jessica Beed           | États-Unis                |
| 63 kg       | Aremi Fuentes          | Mexique                   |
| 63 kg       | Michelle Kahi          | Australie                 |
| 63 kg       | Patricia Llena         | Philippines               |
| 63 kg       | Neslihan Okumus        | Turquie                   |
| 63 kg       | Zhazira Zhapparkul     | Kazakhstan                |
| + de 63 kg  | Andreea Aanei          | Roumanie                  |
| + de 63 kg  | Carlotta Brunelli      | Italie                    |
| + de 63 kg  | Hapilyn Iro            | Îles Salomon              |
| + de 63 kg  | Kuk Hyang Kim          | Corée du Nord             |
| + de 63 kg  | Milena Kruczynska      | Pologne                   |
| + de 63 kg  | Stefania Muñoz         | Colombie                  |
| + de 63 kg  | Yoon Hee Park          | Corée du Sud              |
| + de 63 kg  | Chitchanok Pulsabsakul | Thaïlande                 |
| + de 63 kg  | Ganna Pustovarova      | Ouzbékistan               |
| + de 63 kg  | Prabdeep Sanghera      | Canada                    |
| + de 63 kg  | Miku Shichinohe        | Japon                     |
| + de 63 kg  | Iuniarra Simanu        | Samoa                     |
| + de 63 kg  | Tetyana Syrota         | Ukraine                   |
| + de 63 kg  | Chi-Ling Yao           | Taipei chinois            |
| + de 63 kg  | Olga Zubova            | Russie                    |

| Compétition | Nom                            | Pays                      |
| ----------- | ------------------------------ | ------------------------- |
| 56 kg       | Karem Ben Hnia                 | Tunisie                   |
| 56 kg       | Elson Brechtefeld              | Nauru                     |
| 56 kg       | Florin Croitoru                | Roumanie                  |
| 56 kg       | Smbat Margaryan                | Arménie                   |
| 56 kg       | Ihtiyor Matkerimov             | Turkménistan              |
| 56 kg       | Juan Prado                     | Venezuela                 |
| 56 kg       | Phello John Ramela             | Afrique du Sud            |
| 56 kg       | Amon Shiro                     | Îles Marshall             |
| 56 kg       | Kim Tuan Thach                 | Viêt Nam                  |
| 56 kg       | Jiawu Xie                      | Chine                     |
| 56 kg       | Artjoms Zerebkovs              | Lettonie                  |
| 62 kg       | Mohsen Al Duhaylib             | Arabie saoudite           |
| 62 kg       | Emre Büyükünlü                 | Turquie                   |
| 62 kg       | Song Chol Kim                  | Corée du Nord             |
| 62 kg       | Joel Wei Law                   | Singapour                 |
| 62 kg       | Jose Mena                      | Colombie                  |
| 62 kg       | Thien Quoc Nguyen              | Viêt Nam                  |
| 62 kg       | Baymurad Orazdurdiyev          | Turkménistan              |
| 62 kg       | Rene Pizango                   | Équateur                  |
| 62 kg       | Patryk Slowikowski             | Pologne                   |
| 62 kg       | Charles Ssekyaya               | Ouganda                   |
| 62 kg       | Michael Taufa                  | Tonga                     |
| 62 kg       | Zainudin Zainudin              | Indonésie                 |
| 69 kg       | Tairat Bunsuk                  | Thaïlande                 |
| 69 kg       | Housseyn Fardjallah            | Algérie                   |
| 69 kg       | Mohsen Glazalian               | Iran                      |
| 69 kg       | Xingbin Gong                   | Chine                     |
| 69 kg       | Steven Kari                    | Papouasie-Nouvelle-Guinée |
| 69 kg       | Ziyobitddin Kutbitddinov       | Ouzbékistan               |
| 69 kg       | Charlie Lolohea                | Fidji                     |
| 69 kg       | Ediel Marquez Ona              | Cuba                      |
| 69 kg       | Joshua Milne                   | Nouvelle-Zélande          |
| 69 kg       | Nico Muller                    | Allemagne                 |
| 69 kg       | Nijat Rahimov                  | Azerbaïdjan               |
| 69 kg       | Maraj Tubal                    | Libye                     |
| 77 kg       | Kabuati Silas Bob              | Kiribati                  |
| 77 kg       | Chatuphum Chinnawong           | Thaïlande                 |
| 77 kg       | Maverick Faustino              | Palaos                    |
| 77 kg       | Yi-Yuan Huang                  | Taipei chinois            |
| 77 kg       | Ossama Khattab                 | Égypte                    |
| 77 kg       | Liam Larkins                   | Australie                 |
| 77 kg       | Artem Okulov                   | Russie                    |
| 77 kg       | Luca Parla                     | Italie                    |
| 77 kg       | Rustem Sybay                   | Kazakhstan                |
| 85 kg       | Irfan Butt                     | Pakistan                  |
| 85 kg       | Saumaleato Fa'agu              | Samoa américaines         |
| 85 kg       | Alexey Kosov                   | Russie                    |
| 85 kg       | Cristopher Pavon               | Honduras                  |
| 85 kg       | Kostyantyn Reva                | Ukraine                   |
| 85 kg       | Georgi Shikov                  | Bulgarie                  |
| 85 kg       | Jose Miguel Velez              | Colombie                  |
| 85 kg       | Aliaksandr Venskel             | Biélorussie               |
| + de 85 kg  | Melih Akin                     | Turquie                   |
| + de 85 kg  | Alireza Kazeminejad            | Iran                      |
| + de 85 kg  | Nelson Anthony Mansilla Felipe | Guatemala                 |
| + de 85 kg  | Gor Minasyan                   | Arménie                   |
| + de 85 kg  | Hassan Mohamed                 | Égypte                    |
| + de 85 kg  | Mahmood Khaleel Sabaawi        | Irak                      |
| + de 85 kg  | Moises Sotelo                  | Mexique                   |